# Bruce Bawer
Bruce Bawer, (Nueva York, 31 de octubre de 1956) es un ensayista, escritor y periodista estadounidense, que vive en Europa desde 1998. Colabora habitualmente en publicaciones tan relevantes como The New York Times, Newsweek, The Wall Street Journal, The Washington Post, entre otras. Es también autor de varios libros, como A Place at the Table: The Gay Individual in American Society, Prophets and Professors: Essays On the Lives and Work of Modern Poets y Stealing Jesus: How Fundamentalism Betrays Christianity. 
While Europe Slept: How Radical Islam is Destroying the West from Within (2006) ha sido traducida al castellano con el título Mientras Europa duerme. De cómo el islamismo radical está destruyendo Occidente desde dentro (Gota a gota, Madrid, 2007). Fue nominado para el Premio National Book Critics Circle en 2006 en la categoría de crítica.
En 1998 Bawer se trasladó desde Nueva York a Ámsterdam, donde consideraba que se encontraría en un ambiente más liberal y favorable para él y su pareja homosexual. Huyendo del creciente fundamentalismo cristiano estadounidense, se encontró para su sorpresa con otro fundamentalismo en su opinión mucho peor: el fundamentalismo islámico que se extendía a sus ojos por Europa. Ha viajado por distintas capitales europeas, que le dieron pie a su obra sobre la crisis democrática europea, que ha denominado "momento Weimar", haciendo una analogía de las actuales políticas europeas frente al islamismo con las políticas de apaciguamiento de los años 1930 frente al ascenso del nacionalsocialismo en Europa. 
Actualmente vive en Noruega. Se convirtió en ciudadano noruego en 2024.